# 越前國
越前國（日语：〔〕／〔〕 Echizennokuni */?）為日本古代的令制國之一，屬北陸道，又稱越州。越前國的領域大約為現今福井縣的嶺北地方及敦賀市，初設之時的國領更大，還包含現在的石川縣全境。

## 郡
- 敦賀郡
- 丹生郡
- 今立郡
- 足羽郡
- 大野郡
- 坂井郡

## 相關項目
- 日本令制國列表